# St. Trinitatis (Wangenheim)

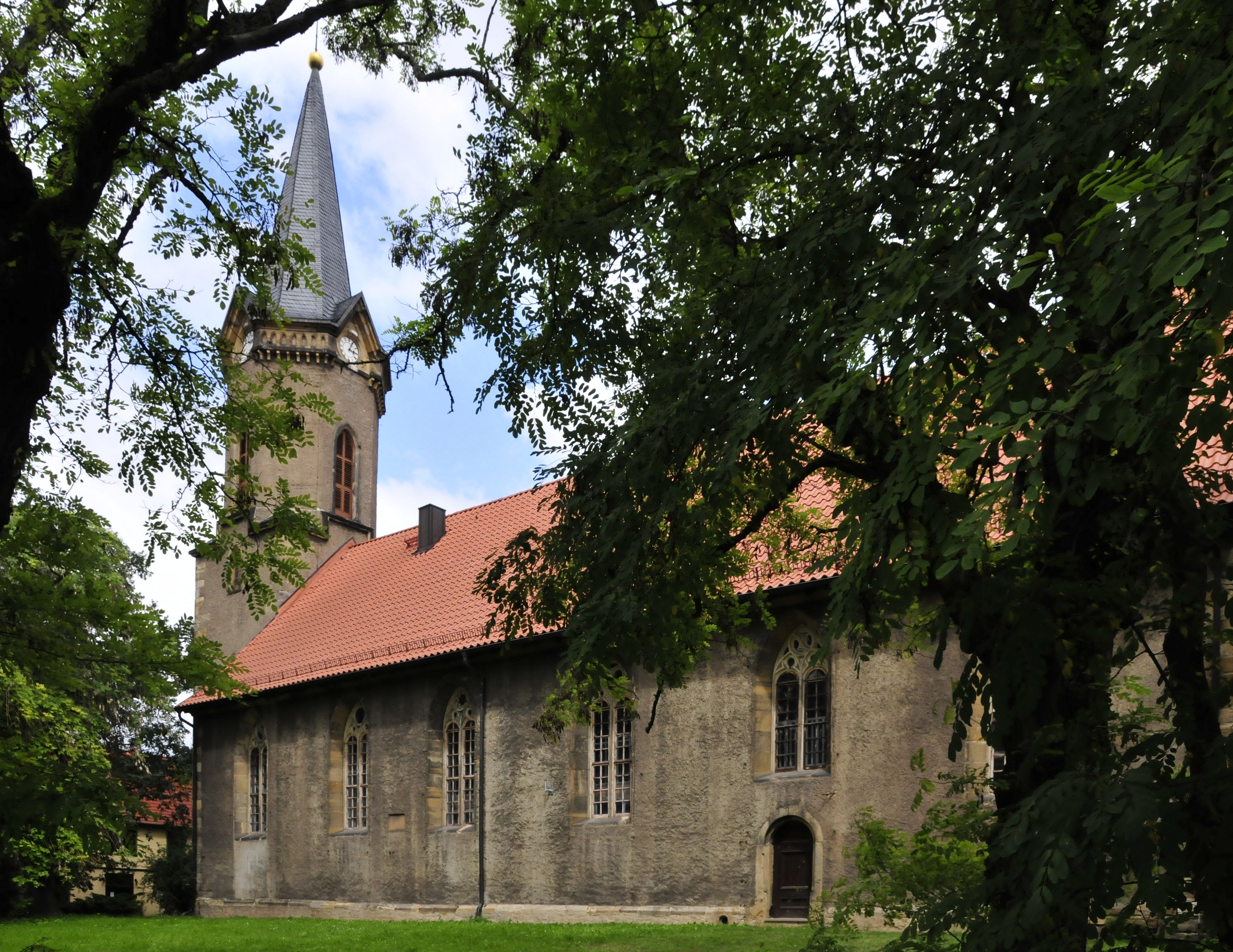
St. Trinitatis

St. Trinitatis ist die Dorfkirche des Ortes Wangenheim im thüringischen Landkreis Gotha.

## Geschichte
Auf einem Hügel nördlich der heute nicht mehr existierenden Schlossanlage des reich begüterten Adelsgeschlechts von Wangenheim entstand um 1488 eine Kirche, die ob ihres baulichen Zustands 1687 abgerissen wurde. Die beiden Spitzbogenfenster der Ostseite mit gotischem Maßwerk von Kleeblattbögen und die sechs Spitzbogenfenster der Südseite mit erneuertem Fischmaßwerk sowie das steinerne Dachgesims stammen noch von 1488. Schon am 2. Mai 1687 wurde der Grundstein zur jetzigen Kirche gelegt, die am 27. Juli 1690 in Gegenwart von Herzog Friedrich I. als Dreifaltigkeitskirche eingeweiht wurde. Dies bekundet eine Steintafel an der Südseite der Kirche.
Der Turm wurde 1839 wegen seiner Schäden abgebrochen und neu errichtet. Auch die Kirche erfuhr hierbei einige Veränderungen, die über 4500 Reichstaler kosteten. Hiervon trug der Graf von Wangenheim 1500 Taler. Die Turmuhr stammt von 1852.
1982–1984 erhielten Turm und Kirchendach eine neue Eindeckung.
Wangenheim gehört seit 2013 zur Evangelisch-Lutherischen Kirchengemeinde Emmaus Goldbach-Wangenheim im Kirchenkreis Gotha der Evangelischen Kirche in Mitteldeutschland.

## Innenausstattung

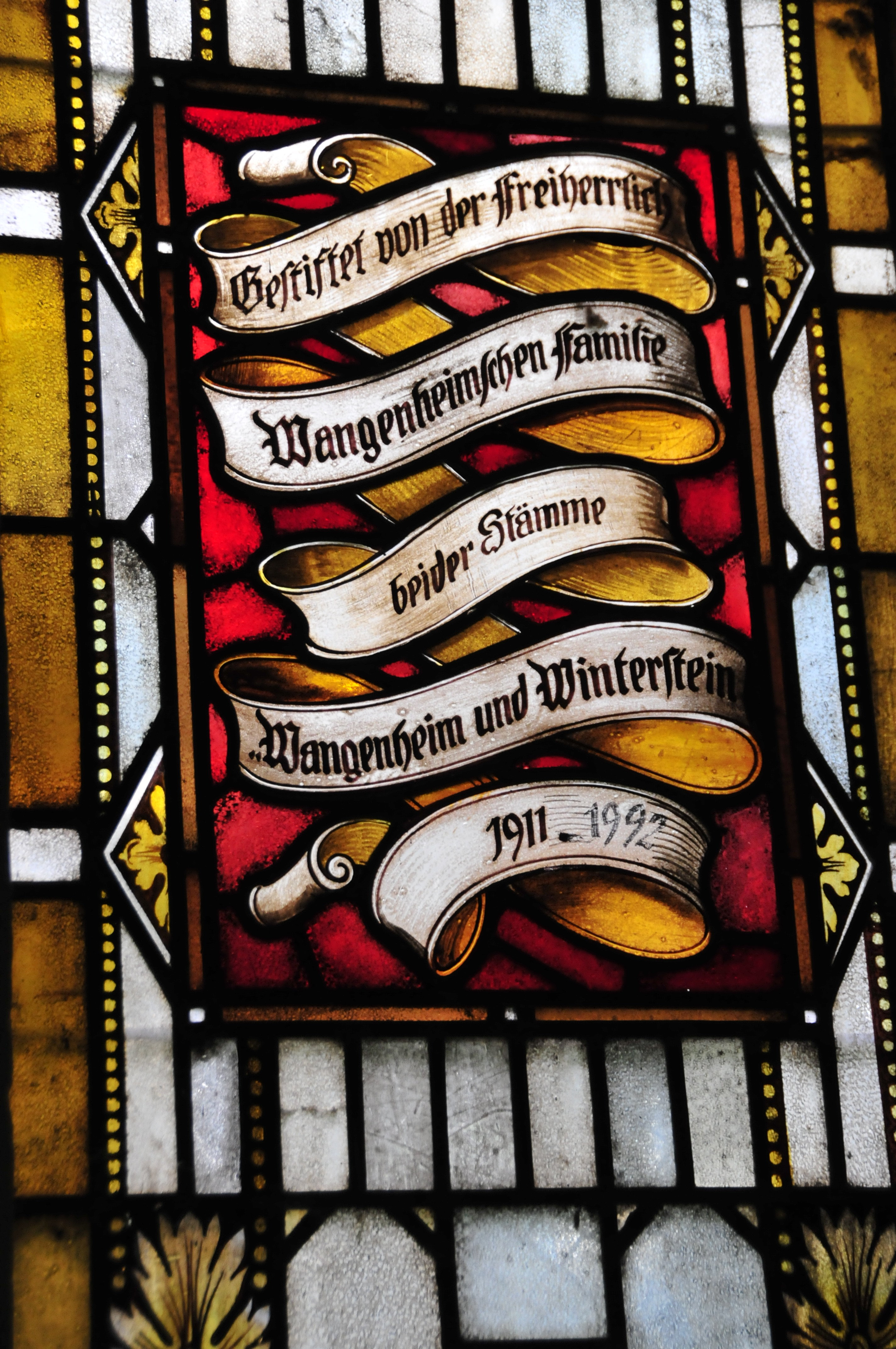
Fensterausschnitt

Schon im 19. Jahrhundert begann mit Unterstützung der Stifterfamilie von Wangenheim die schrittweise Neugestaltung des Innenbereiches, zunächst ein Einbau der Doppelemporen und 1910/1911 die farbige Ausmalung mit biblischen Szenen. Aus dem gleichen Zeitraum sind die Deckengemälde des Kirchenmalers Stein und die bunten Fenster der Ostseite. Sie wurden von den Familien von Wangenheim und von Winterstein gestiftet und von der Glasmalerwerkstatt Ernst Kraus aus Weimar ausgeführt. Die Holzkassetten der Emporenbrüstung tragen umlaufend die Seligpreisungen (nach dem Mathhäus-Evangelium) in verzierten Schriftzügen.
Aus vorreformatorischer Zeit blieb der Kirchgemeinde ein spätgotisches Kruzifix erhalten, das 1988 für 6800 DM restauriert wurde. Auch der sandsteinerne Altar ist vorreformatorisch. Er hat die typischen eingemeißelten Weihekreuze auf der Altarplatte, die zur Altarweihe für den Weihrauch vorgesehen waren, und enthielt einen Reliquienschrein.
Das Rundbogenportal mit der Kehlprofilierung an der Südseite stammt aus einer Bautätigkeit des 16. Jahrhunderts. Aus der Zeit des Neubaus (1688–1690) stammen die korbbogenförmige Holzdecke, das östliche Giebeldreieck mit dem kleinen runden Fenster sowie die Tür und die Fenster auf der Nordseite des Kirchenschiffes.
Das hölzerne Kapitell des inmitten des Altarraums stehenden Taufsteins ist von 1590, sein Fuß aus der zweiten Hälfte des 17. Jahrhunderts. Aus der gleichen Epoche stammt auch die hölzerne Kanzel am Ostgiebel des Schiffes, die einen achteckigen Grundriss aufweist und deren Ecken mit kandelaberähnlichen Säulen mit Rosettenverzierung ausgestattet sind. Die rundbogigen Nischen tragen Bilder von Christus, Moses und den vier Evangelisten.
Im Turm und im Vorraum der Kirche sind einige Grabplatten der Herren von Wangenheim aufgestellt. In der Sakristei steht das Grabmal der Freifrau Christiane Hippolyta von Wangenheim.

## Orgel
Die Orgel wurde 1857 durch die Orgelbaufirma Friedrich Knauf & Sohn erbaut. Das Instrument hat 25 Register, verteilt auf zwei Manuale und Pedal.

## Außenbereich
Westlich neben der Kirche, gegenüber ihrem Haupteingang, steht das 1736 erbaute Pfarrhaus. Der mit einer Steinmauer eingefriedete Gottesacker rund um die Kirche wurde im November 1871 geschlossen. Die Mauersteine wurden anderweitig verbaut. Heute ist das Gelände parkähnlich gestaltet.